# Formicivora erythronotos
El hormiguerito encapuchado (Formicivora erythronotos), también denominado hormiguerito de capote negro, es una especie de ave paseriforme de la familia Thamnophilidae perteneciente al género Formicivora. Es endémico de una pequeña región en el sureste de Brasil.

## Distribución yhábitat
Se distribuye en una restringida zona en el sureste de Brasil, en el extremo noreste del estado de São Paulo y extremo sureste del estado de Río de Janeiro. Permaneció sin registros por casi 100 años, hasta que fue redescubierta en 1987 y sobrevive en una estrecha faja costera alrededor de la bahía de Ilha Grande.
Habita en el sotobosque de fragmentos de bosques de restiga secundarios cercanos al ecotono manglar-bosque, clareras de bosques secundarios antiguos y hasta en plantaciones de banana abandonadas. Estas áreas están dominadas por especies vegetales pioneras como Lantana camara, Cecropia, Morus, Rubus,  Vernonia y pastos. Siempre abajo de los 100 m s. n. m. de altitud.

## Estado de conservación
Esta especie ha sido calificada como “en peligro de extinción” por el IUCN debido a que posee una zona de distribución muy reducida y fragmentada, y a que su población total estimada entre 1000 y 2500 individuos, parece estar declinando rápidamente en respuesta a la pérdida de hábitat.

### Amenazas
Esta especie no tolera muchas de las actividades humanas que ocurren dentro de su zona. Los pequeños fragmentos de su hábitat preferido se ven amenazados por emprendimientos inmobiliarios y construcciones de casas en la estrecha faja costera. Ocurre una extensa devastación de la palmera Euterpe para pastoreo y plantaciones, ambos considerados hábitats inconvenientes para esta especie.

### Acciones de conservación
Está protegida por las leyes brasileñas y ocurre en una zona-tapón del parque nacional de la Sierra de Bocaina. Puede también ocurrir en la APA (área de protección ambiental) Tamoios, pero los límites de esta reserva no están claramente definidos.

## Sistemática

### Descripción original
La especie H. erythronotos fue descrita por primera vez por el ornitólogo alemán Gustav Hartlaub en 1852 bajo el mismo nombre científico; localidad tipo «Brasil».

### Etimología
El nombre genérico femenino «Formicivora» proviene del latín «formica»: hormiga y «vorare»: devorar; significando «devorador de hormigas»; y el nombre de la especie «erythronotos», proviene del griego «eruthros»: rojo  y «nōtos»: de espalda; significando «de espalda roja».

### Taxonomía
Inmediatamente después de su descripción fue colocada en el género Myrmotherula en donde permaneció por largo tiempo. Después de su redescubierta en 1987, las informaciones sobre vocalización y ecología indicaron que devería volver al presente género, una conclusión que fue soportada por amplios estudios vocales y morfológicos. Es monotípica.